# Super Fantasy Zone
Super Fantasy Zone es un videojuego de matamarcianos desarrollado por Sunsoft y publicado por Sega originalmente para Mega Drive en 1992. Es la última entrega de la serie Fantasy Zone. Apareció para Mega Drive en Japón y Europa pero, por razones desconocidas, no en Estados Unidos. En 2008, apareció para la Consola Virtual de Wii en las tres regiones, y para PlayStation 2, solo en Japón, dentro del recopilatorio Sega Ages 2500 Series Vol. 33: Fantasy Zone Complete Collection.
El juego es un matamarcianos con movimiento libre, como sus antecesores de scroll lateral, y esencialmente tiene la misma jugabilidad que el arcade original.
La banda sonora fue compuesta por Naoki Kodaka, pero también presenta temas de anteriores títulos de Fantasy Zone compuestos por Hiroshi Kawaguchi.

## Trama
El juego sigue a Opa-Opa mientras lucha para vengar la muerte de su padre, O-papa, quien fue asesinado defendiendo la Zona de Fantasía contra el invasor Dark Menon. Opa-Opa debe librar a la Zona de Fantasía de los esbirros del Dark Menon y restaurar la paz.

## Jugabilidad
Opa-Opa debe despejar los niveles moviéndose a través de ellos y derribando a todos los "generadores de enemigos". Una vez que todos los "Generadores de enemigos" del nivel hayan sido destruidos, aparecerá un "Guardián de Menon". Estos son esencialmente los jefes de cada nivel. Para obtener mejores armas / equipo, etc., el jugador necesita recolectar oro. Las monedas de oro se pueden recolectar cuando un enemigo es destruido. También se darán grandes cantidades de oro cuando los Guardianes de Menon sean derrotados.